# Leyritz-Moncassin
 Leyritz-Moncassin  es una población y comuna francesa, en la región de Aquitania, departamento de Lot y Garona, en el distrito de Nérac y cantón de Casteljaloux.

## Demografía
| 284 | 239 | 192 | 208 | 251 | 217 |
| Para los censos de 1962 a 1999 la población legal corresponde a la población sin duplicidades (Fuente: INSEE [Consultar]) |     |     |     |     |     |